# Archidiocèse de Riga
L'archevêché de Riga (en latin : Archidiocesis Rigensis ; en letton : Rīgas arhidiecēze) est l'archidiocèse métropolitain de l'Église catholique en Lettonie siégeant à Riga. Refondé en 1918, il adopte la tradition de l'archidiocèse médiéval de Riga crée en 1201 par l'évêque Albert de Buxhoeveden.

## Histoire

### Archidiocèse médiéval
Le chanoine Albert de Buxhoeveden a été nommé évêque de Livonie par l'archevêque Hartwig II de Brême en 1199. Forte d'une bulle du pape Innocent III, il est venu l'année suivante à l' l'embouchure de la Daugava sur la côte Baltique, accompagné d'un grand nombre de pèlerins, missionnaires et marchands. En 1201, il a transféré le siège épiscopal d'Ikšķile (Uexküll) à la ville de Riga nouvellement créée. Là, il a fondé un chapitre des chanoines réguliers de Prémontré.
Albert a pu poursuivre le travail réussi de son prédécesseur Meinhard de Holstein, bien qu'il doit de s'affirmer dans les pays de Livonie soumis à une forte concurrence de l'ordre des chevaliers Porte-Glaive, fondé par l'évêque lui-même en 1202. L'évêché de Riga obtient ses droits de fief par le Saint-Empire romain en 1207 et l'empereur Frédéric II attribue le titre de prince d'Empire à l'évêque en 1224. L'évêché est érigé par le pape en archevêché en 1255. Dépendent de lui les diocèses suffragants de Dorpat, de Varmie, de Culm, de Courlande, d'Ösel-Wiek, de Pomésanie et de Sambie.
Le chapitre de la cathédrale et la résidence de l'archevêque sont incorporés à l'ordre Teutonique par la suite. L'archevêque est à la fois seigneur temporel et autorité spirituelle. L'archevêché catholique est supprimé par la Réforme luthérienne en 1563.

### Refondation contemporaine
Un nouvel évêché catholique de Riga est formé le 22 septembre 1918, après l'écroulement de la Russie impériale. Son territoire se détache du diocèse de Minsk-Moguilev. Il est érigé en archevêché en 1923 par Pie XI qui avait été protononce auparavant dans la région. Le premier évêque est le comte Edward O'Rourke (1876-1942) de 1918 à 1920. En 1920, on y ajoute les territoires de la Courlande et de la Sémigalle, mais il perd une partie de ses territoires en faveur du nouveau territoire apostolique de Reval (aujourd'hui Tallinn). Le diocèse est élevé au rang d'archidiocèse en 1923 et Antonijs Springovičs en est le premier archevêque.
Il devient archidiocèse métropolitain de Riga en 1937. L'archevêque actuel depuis 2010 est Mgr Zbignew Stankiewicz (prononcer Stankévitch), né en 1955 en république socialiste soviétique de Lettonie dans une famille d'origine polonaise. Son siège est à la cathédrale Saint-Jacques de Riga. Il succède au cardinal Pujats.

## Population
Les catholiques de l'archidiocèse représentent en 2004 environ 200 000 baptisés (14,8 %) sur une population d'1 350 000 habitants. Ils sont dans leur grande majorité d'origine polonaise ou lituanienne. Le diocèse de Rezneke-Aglona est la seule région à ne pas avoir vu disparaître le culte catholique après la Réforme protestante.
L'archidiocèse dispose aujourd'hui d'une quarantaine de prêtres.

## Diocèses suffragants
- Diocèse de Jelgava (de)
- Diocèse de Liepāja (de)
- Diocèse de Rezekne-Aglona